# Johann Gabriel Domeier
Johann Gabriel Domeier, auch Johann Gabriel Domeyer (* 25. April 1717 in Barten; † 24. Januar 1790 in Hannover) war ein deutscher Historiker, Verwaltungsbeamter und Bürgermeister von Moringen.

## Leben
Domeier war der Sohn des Moringer Predigers Johann Friedrich Domeier, zuvor preußischer Feldprediger in Barten in Ostpreußen, und dessen Frau Barbara Dorothea, geb. Schwäneschuh. 
Seine Großväter waren Johann Domeier, Bürgermeister in Hardegsen, und Gabriel Schwäneschuh, Bürgermeister in Bartenstein.
Nachdem er zuvor von seinem Vater unterrichtet worden war, besuchte er ab 1733 das Pädagogium in Göttingen, danach ging er an die Universität Jena und kehrte 1736 nach Göttingen zurück, wo er die neu gegründete Universität besuchte. 
Nach Abschluss seiner Ausbildung wurde er 1738 Auditor in Moringen, trat 1741 in den Dienst des dänischen Landdrosten Hans von Ahlefeldt in Oldenburg und war danach Ahlefeld'scher Gerichts-Inspektor in Holstein. 1748 wurde er in Moringen zum Bürgermeister gewählt und 1763 zum landschaftlichen Deputierten der kleinen Städte des Fürstentums Göttingen. Außerdem versah er Gerichtshalterstellen in Lutterbeck, Schnedinghausen und Berwartshausen und war Lehnsverwalter der von Groteschen und Münchhausenschen Besitzungen in Moringen.
Er starb mit 72 Jahren an einem Schlaganfall. 
Am 30. Januar 1790 wurde er auf dem Gartenfriedhof in Hannover beerdigt.
Von seinen in der 1751 mit Sophia Schäfer (1733–1789) geschlossenen Ehe gezeugten zehn Kindern überlebten sieben. Zu diesen gehören Boerries Ludewig Domeier (1758–1819), der, nachdem er Erzieher der Hofpagen in Hannover gewesen war, als Pastor nach Hardegsen strafversetzt wurde, da er sich allzu sehr mit der Affäre der Prinzessin von Ahlden befasst hatte, sowie Wilhelm Friedrich Domeier (1763–1815), Arzt des englischen Prinzen Edward Augustus und zweiter Ehemann der Schriftstellerin Lucie Domeier.

## Werke
- Geschichte der churfürstlich Braunschweig-Lüneburgischen Stadt Moringen und des umliegenden Amtes dieses Namens (1753, Digitalisat; 2. Auflage 1786)
- Geschichte der Stadt Hardegsen und des umliegenden Amtes dieses Namens (1771 Digitalisat; erweiterte Neuausgabe 1813 unter dem Titel Topographie der Stadt Hardegsen, hg. von Domeiers Sohn Boerries Ludewig Domeier)